# Diego Alves
Diego Alves Carreira (Rio de Janeiro, 24 juni 1985) is een Braziliaans doelman in het betaald voetbal. Hij verruilde Flamengo in februari 2023 voor Celta de Vigo. Diego Alves debuteerde in 2011 in het Braziliaans voetbalelftal.

## Carrière
Diego Alves begon zijn profcarrière bij Atlético Mineiro en verhuisde in de zomer van 2007 naar Almeriá, in het voorgaande seizoen net gepromoveerd naar de Primera División. Hoewel hij was binnengehaald als tweede doelman, veroverde hij al snel een basisplaats bij de club uit Andalusië. De club en hij speelde vier seizoenen op het hoogste niveau. Hoewel Almería vervolgens degradeerde, bleef Diego Alves nog zes seizoenen actief in de Primera División door over te stappen naar Valencia. Op 17 juli 2017 vertrok Alves na een tienjarig Europees verblijf naar Flamengo, waar hij uiteindelijk verbleef tot januari 2023. Met Flamengo wist Alves onder anderen tweemaal de CONMEBOL Libertadores en eenmaal CONMEBOL Recopa te winnen. Na een zesjarig verblijf bij de club, vertrok Alves in februari 2023 naar Celta de Vigo.

## Interlandcarrière
In 2008 mocht hij als tweede doelman mee naar de Olympische Spelen in Beijing. Hij speelde geen minuut in het olympisch elftal, dat uiteindelijk brons won.

## Erelijst
Atlético Mineiro
- Campeonato Brasileiro Série B: 2006
- Campeonato Mineiro: 2007

 Flamengo
- CONMEBOL Libertadores: 2019, 2022
- CONMEBOL Recopa: 2020
- Campeonato Brasileiro Série A: 2019, 2020
- Copa do Brasil: 2022
- Supercopa do Brasil: 2020, 2021
- Campeonato Carioca: 2019, 2020, 2021

Individueel
- Bola de Prata: 2019

1 Diego Alves ·
2 Rafinha ·
3 Alex Silva ·
4 Thiago Silva ·
5 Hernanes ·
6 Marcelo ·
7 Anderson ·
8 Leiva ·
9 Alexandre Pato ·
10 Ronaldinho  ·
11 Ramires ·
12 Renan ·
13 Ilsinho ·
14 Breno ·
15 Diego ·
16 Thiago Neves ·
17 Rafael Sóbis ·
18 Jô ·
Coach: Dunga